# 782 a.C.
Il 782 a.C. (DCCLXXXII a.C. in numeri romani) è un anno  dell'VIII secolo a.C.